# Xã Bridgeton, Michigan
Xã Bridgeton (tiếng Anh: Bridgeton Township) là một xã thuộc quận Newaygo, tiểu bang Michigan, Hoa Kỳ. Năm 2010, dân số của xã này là 2.141 người.